# 三星城
三星城（みつぼしじょう）は、岡山県美作市明見にあった日本の城（山城）。美作市市指定史跡。

## 概要
後藤氏の居城。美作に侵攻した宇喜多氏によって攻められ、落城。山に屋敷を設けた山城と思われ城の東側は、吉野川が流れる。現在、屋敷があったと思われる整地された場所などが残る。この城のある山を三星山と呼ぶ。

## 歴史・沿革

### 名前の由来
一番有力なのは、山の峰が3つに分かれていることからその名前が付いたといわれる。

### 三星城落滅のころ
天正7年（1579年）4月下旬、延原景光が率いる宇喜多家の軍勢は茶臼山城など拠点を落とし、後藤勝基の守りの拠点の1つであった倉掛山を目指した。
一方、三星城にいた後藤家の安藤相馬と難波利介、柳澤太郎兵衛らは倉掛山に来る宇喜多家の軍勢が大軍であることを知り、軍議を開き一計を廻らした。倉掛山に押し寄せる敵を前後から挟撃することにし、後藤久元、小坂田吉詮、下山正武、浦上景行の4人を倉掛山の援軍として差し向けた。4人は手勢を連れ荒木田村深山に潜み宇喜多家の軍勢の背後に回った。援軍を送ってから3日過ぎないうちに宇喜多勢は三海田村（現在の美作市栄町）に押し寄せた。まるで鯨が波を立てる勢いであったという。4人はそれより先に倉掛山へ入城し宇喜多勢を迎え撃った。
前後より攻撃を受け宇喜多勢は佐瀬村まで退いた。それを4人が追討し景光の郎党17騎を討ち取った。後藤久元は景光と切り合い景光に深手を負わせた。宇喜多勢は位田村鳥貝山まで退いた。後藤久元は景光を打ち漏らしたのを悔しがった。後藤勢は倉掛の城に火をかけ撤退した。
宇喜多勢は鳥貝山まで退いてからすぐに、4人がいない三星城へ攻め寄せた。しかし、4人が三星城へ戻り戦い宇喜多勢を退けた。
宇喜多勢は鳥貝山に退却した。その後、景光は和田助四郎と相談し鳥貝山を勝間という名前にして籠城した。そのうち、宇喜多直家のもとから西尾文五郎が加勢にきた。景光は湯郷村長光寺の住職を招きいれ、後藤家に内応する者を探すように頼んだ。そして、住職に親しい安藤相馬が内応することになった。
景光は大軍をもって三星城に再び攻め込んだ。兵が少ないながらも後藤勢はよく耐えた。戦いも半ばにさしかかった頃、ついに安東相馬が城内より火をかけ裏切りをした。それを合図に宇喜多勢はより激しく攻めた。西の丸を130騎で守っていた難波利介と柳澤太郎部衛は城を出て荒木田へ退いた。しかし、宇喜多勢に追討され戦っていたが、手傷を数多く負っていたのでこれまでと思い両名とも自刃した。柳澤太郎部衛83歳、難波利介47歳であった。
大将勝基は郎党ら27騎を引きつれ城を落ちていった。しかし、入田中山村辺りで追ってきた宇喜多勢の大軍と戦い、なお落ち延びて長内村の隠坂まで来て自害した。

### 宗國寺
三星山には宗國寺という寺があった。元亀・天正の頃、浦上宗景が国中の兵乱を憂えて、要害の地である三星山に父である浦上宗國の墓を築いた。そして、寺を建て父の字をあてて宗國寺とした。その後、寺は倉敷に移したが残っていた建物は宇喜多氏が三星城を攻めたとき、城郭とともに灰となった。

## 交通アクセス
JR岡山駅より
宇野バス「湯郷温泉・林野駅行き」に乗り、約1時間30分後、停留所「栄町」下車。徒歩10分。
JR林野駅より
宇野バス「岡山駅・表町バスセンター行き」に乗り、約2分後、停留所「栄町」下車。徒歩10分。